# ديفيد باركسديل
ديفيد باركسديل (بالإنجليزية: David Barksdale)‏ هو Q46961 أمريكي، ولد في 24 مايو 1947 في ساليس في الولايات المتحدة، وتوفي في 2 سبتمبر 1978 في شيكاغو في الولايات المتحدة بسبب قصور كلوي.